# Ludwik Świeżawski

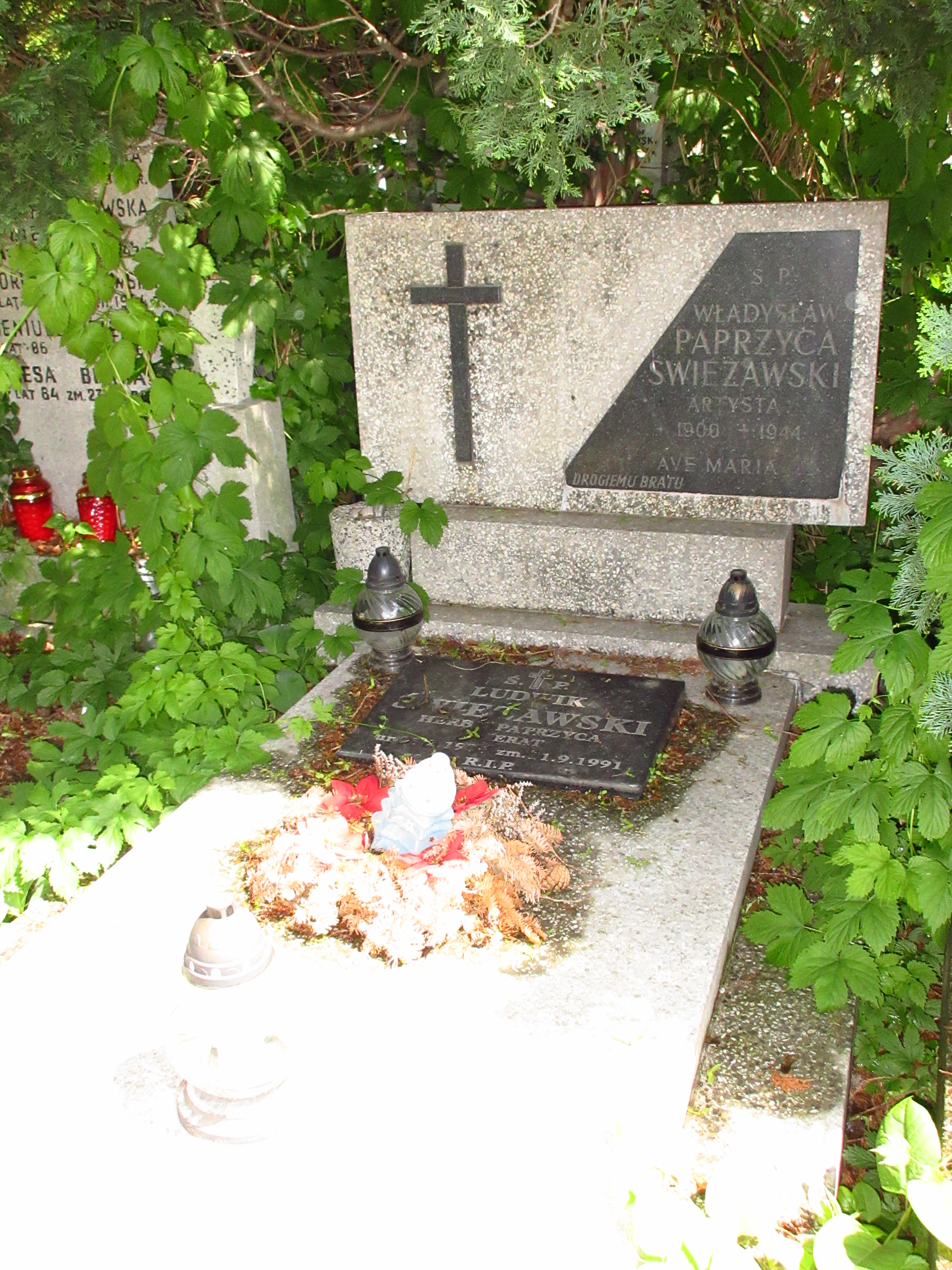
Grób Ludwika Świeżawskiego na cmentarzu Bródnowskim

Ludwik Świeżawski (ur. 23 września 1906 w Krakowie, zm. 11 lutego 1991 w Warszawie) – polski poeta, prozaik, autor utworów dla dzieci i młodzieży, kierownik artystyczny kabaretów literackich.

## Życiorys
Ukończył studia na Wydziale Reżyserskim Wyższej Szkoły Filmowej w Łodzi. Studiował także na Wydziale Humanistycznym (polonistykę i historię) na Uniwersytecie Jagiellońskim i Uniwersytecie Jana Kazimierza oraz historię sztuki na uniwersytetach w Rzymie i Wiedniu. Debiutował jako pisarz w 1927 roku na łamach dziennika „Ilustrowany Kurier Codzienny” (Kraków). Był członkiem grupy literacko artystycznej „Litart” (Kraków). W latach 1937–1940 przebywał w Warszawie, gdzie był kierownikiem literackim kabaretu „Ścichapęk”. W latach 1940–1946 był działaczem podziemia kulturalnego. Po wojnie mieszkał w Łodzi, a od 1976 roku w Warszawie. Pochowany na cmentarzu Bródnowskim (kwatera 31D-6-5).

## Twórczość
- Trylogia o życiu polskiego malarza Artura Grottgera:
  - Muza łaskawa
  - Rapsod powstańczy
  - Dobry geniusz
- Klechda o zaczarowanym sercu
- Leśna przygoda
- Lutnia dyniska[2] (Warszawa 1938)
- O wytrwałym wędrowcu
- Sadyba Robinsona
- Wianki. Powieść o królowej Jadwidze
- Zaginiona dziewczyna
- Ze słońcem na tarczy
- Do Matki
- Odgłosy leśne